# バック・オン・ザ・ストリーツ
『バック・オン・ザ・ストリーツ』（Back on the Streets）は、北アイルランドのギタリスト、ゲイリー・ムーアが1978年に発表した、個人名義では初のスタジオ・アルバム。

## 背景
当時シン・リジィで活動していたフィル・ライノットとブライアン・ダウニー、ムーアと共にコロシアムIIで活動していたドン・エイリーとジョン・モール、それにサイモン・フィリップスがレコーディングに参加した。なお、ムーアは1974年に短期間シン・リジィに在籍し、1977年にシン・リジィがクイーンのアメリカ・ツアーでオープニングアクトを務めた際にはブライアン・ロバートソンの代役として参加して、1978年には正式メンバーとして再加入している。
クリス・タンガリーディスは、当初はエンジニアとしての仕事を依頼されていたが、ムーアの提案により本作の共同プロデューサーとなった。当時ムーアのガールフレンドだったドナ・キャンベルが、いくつかの曲で共作者としてクレジットされている。
「甘い言葉に気をつけろ（ドント・ビリーヴ・ア・ワード）」は、元々シン・リジィのアルバム『サギ師ジョニー』（1976年）の収録曲で、同アルバムでは速いシャッフルのリズムで演奏されたが、本作ではスロー・ブルースの形で演奏されている。

## 反響
本作は1979年2月3日付の全英アルバムチャートで70位を記録した。また、「パリの散歩道」はシングル・カットされて全英シングルチャートで8位に達した。

## デラックス・エディション盤
2013年にヨーロッパで発売されたデラックス・エディションにはボーナス・トラックが4曲追加された。そのうち「トラック・ナイン」はシングル「バック・オン・ザ・ストリーツ」のB面曲で、「スパニッシュ・ギター」は、ムーア自身がボーカルを担当したヴァージョンとインストゥルメンタル・ヴァージョンが1979年にシングルとして発表されていた。

## 収録曲
4. 5. 7.はインストゥルメンタル。
1. バック・オン・ザ・ストリーツ - "Back on the Streets" (Gary Moore, Donna Campbell) – 4:25
2. 甘い言葉に気をつけろ（ドント・ビリーヴ・ア・ワード）- "Don't Believe a Word" (Phil Lynott) – 3:53
3. 狂信的なファシスト - "Fanatical Fascists" (P. Lynott) – 3:06
4. スノー・ムースの飛行 - "Flight of the Snow Moose" (G. Moore, D. Campbell) – 7:18
5. ハリケーン - "Hurricane" (G. Moore, D. Campbell) – 4:54
6. ドナの歌 - "Song for Donna" (G. Moore, D. Campbell) – 5:32
7. 皮肉な奴になりたいのか - "What Would You Rather Bee or a Wasp" (G. Moore, D. Campbell) – 4:57
8. パリの散歩道 - "Parisienne Walkways" (G. Moore, P. Lynott) – 3:22

### 2013年デラックス・エディション盤ボーナス・トラック
1. "Track Nine" (G. Moore)
2. "Spanish Guitar (Phil Lynott Vocal Version)" (G. Moore, P. Lynott)
3. "Spanish Guitar (Gary Moore Vocal Version)" (G. Moore, P. Lynott)
4. "Spanish Guitar (Instrumental)" (G. Moore, P. Lynott)

## 参加ミュージシャン
- ゲイリー・ムーア - ボーカル、ギター
- ドン・エイリー - キーボード
- フィル・ライノット - ボーカル、ベース、アコースティック・ギター
- ジョン・モール - ベース
- サイモン・フィリップス - ドラムス
- ブライアン・ダウニー - ドラムス